# Somerville (Canada)
Somerville è un villaggio della contea di Carleton nell'ovest della provincia canadese del Nuovo Brunswick. Ha lo statuto di Distretto di servizi locali (DSL).

## Toponimia
Il villaggio è probabilmente così denominato in riferimento à Sommerville, la residenza di Charles Fisher, uomo politico canadese, a Fredericton, costruita da James Somerville, insegnante e presidente dell'Università del Nuovo Brunswick nel 1820.

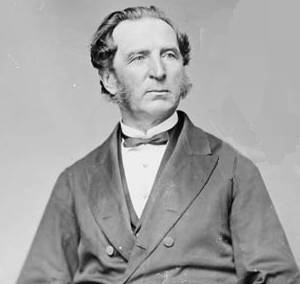
Charles Fisher

## Geografia
Somerville si trova sulla riva destra del fiume Saint John, di fronte alla città di Hartland, alla quale è collegato tramite il ponte coperto di Hartland e il ponte Hugh John Fleming.
Somerville è un'enclave nella parrocchia di Wakefield. La parrocchia di Simonds si trova a circa 300 metri a nord. Al di là del fiume, a est, si trova il villaggio di Hartland.

## Storia

### Cronologia municipale
- 1803: Erezione della parrocchia di Wakefield nella contea di York.
- 1833: Creazione della contea di Carleton a partire da una porzione della contea di York, da cui la parrocchia di Wakefield. Creazione della parrocchia di Brighton a partire da una porzione della parrocchia di Wakefield.
- 1842: Creazione della parrocchia di Simonds a partire da una porzione della parrocchia di Wakefield.
- 1966: La municipalità della contea di Carleton viene disciolta. La parrocchia di Wakefield diviene allora un Distretto di servizi locali. Costituzione del DSL di Somerville nella parrocchia di Wakefield[2][3].

## Amministrazione

### Commissione di servizi regionali
La parrocchia di Somerville fa parte della Regione 12, una Commissione di servizi regionali (CSR) dovendo ufficialmente iniziare le sue attività il 1º gennaio 2013. Contrariamente alle municipalità, le DSL sono rappresentate presso il consiglio da un numero di rappresentanti proporzionale alla loro popolazione e al loro imponibile fiscale. Questi rappresentanti sono eletti dai presidenti dei DSL ma sono nominati dal governo, se non vi sono abbastanza presidenti in carica. I servizi obbligatoriamente offerti dalle CSR sono la pianificazione regionale, quella locale nei casi dei DSL, la gestione dei rifiuti solidi, la pianificazione delle misure d'urgenza così come la collaborazione in materia di servizi di polizia, la pianificazione e la ripartizione dei costi delle infrastrutture regionali dello sport, del divertimento e della cultura; altri servizi potrebbero aggiungersi a questo elenco.

## Vivere a Somerville
Il DSL è incluso nel territorio del sotto-distretto 8 del distretto scolare francofoneoNord-Ouest. Le scuole francofone più vicine sono a Grand Falls; questa città conta anche un campus del CCNB-Edmundston (Collège communautaire du Nouveau-Brunswick-Campus d'Edmundston), dato che vi è una università nella stessa Edmundston.
Il distaccamento della Gendarmeria reale del Canada e l'ufficio postale più vicini si trovano ad Hartland.
Gli anglofoni beneficiano dei quotidiani Telegraph-Journal, pubblicato a Saint John, e The Daily Gleaner, pubblicato Fredericton. Essi hanno anche accesso al bi-ebdomadario Bugle-Observer, pubblicato a Woodstock. I francofoni hanno accesso per abbonamento al quotidiano L'Acadie nouvelle, pubblicato Caraquet, come anche all'ebdomadario L'Étoile, di Dieppe.